# پودوفیلوتوکسین
پودوفیلوتوکسین (انگلیسی: Podophyllotoxin) ماده فعال پودوفیلوکس است که یک کرم پزشکی است که برای درمان زگیل تناسلی و مولوسکوم کونتاژیوزوم استفاده می‌شود. نصرف آن در عفونت های HPV بدون زگیل خارجی توصیه نمی‌شود. این دارو می‌تواند توسط یک ارائه دهنده مراقبت‌های بهداشتی یا خود شخص اعمال شود.
این ماده یک لیگنین توکسین غیر آلکالوئیدی است که از ریشه و ریزوم گونه‌های Podophyllum استخراج می‌شود. یک فرم کمتر تصفیه شده به نام رزین پودوفیلوم نیز موجود است، اما عوارض جانبی بیشتری دارد.

## کاربرد پزشکی
پودوفیلوتوکسین کاربردهای پزشکی زیادی دارد، زیرا قادر است تکثیر DNA سلولی و ویروسی را با اتصال آنزیم‌های ضروری متوقف کند. این دارو افزون بر این می‌تواند میکروتوبول ها را بی‌ثبات کرده و از تقسیم سلولی جلوگیری کند. به دلیل این فعل و انفعالات، این دارو به عنوان یک داروی ضد میتوتیک در نظر گرفته می‌شود، اگرچه پزشکی مدرن در عوض از مشتقات سمی خوراکی کمتری در صورت نیاز به چنین اثری استفاده می‌کند.
کرم پودوفیلوتوکسین معمولاً به عنوان یک ضد ویروس موضعی قوی تجویز می شود. این دارو برای درمان عفونت‌های HPV با زگیل های خارجی و همچنین عفونت های مولوسکوم کونتاژیوزوم استفاده می‌شود. کرم PPT 0.5% برای دو بار در روز به مدت 3 روز و سپس ۴ روز بدون استفاده تجویز می‌شود، این چرخه هفتگی به مدت ۴ هفته تکرار می‌شود. همچنین می توان آن را برخلاف کرم به صورت ژل تجویز کرد. PPT با نام های کندیلین و وارتیکون نیز به فروش می‌رسد.

## اثرات نامطلوب
شایع ترین عوارض جانبی کرم پودوفیلوتوکسین به طور معمول محدود به تحریک بافت اطراف محل استفاده از جمله سوزش، قرمزی، درد، خارش، تورم است. استفاده بلافاصله می‌تواند با سوزش یا خارش همراه باشد.  زخم‌های کوچک، خارش و لایه برداری پوست نیز می تواند به دنبال داشته باشد، به این دلایل توصیه می‌شود که استفاده از آن به گونه‌ای انجام شود که تماس با بافت‌های اطراف و غیر عفونی را محدود کند.
نه از رزین پودوفیلین و نه لوسیون‌ها یا ژل های پودوفیلوتوکسین در دوران بارداری استفاده نمی‌شود زیرا این داروها در موش ها و موش ها جنینی سمی هستند. علاوه بر این، داروهای آنتی‌میتوتیک معمولاً در دوران بارداری توصیه نمی‌شوند. افزون بر این، مشخص نشده است که آیا پودوفیلوتوکسین می تواند از کاربردهای موضعی وارد شیر مادر شود و بنابراین برای زنان شیرده توصیه نمی‌شود.
کرم پودوفیلوتوکسین برای استفاده موضعی بی‌خطر است. با این حال، اگر بلعیده شود، می‌تواند باعث افسردگی CNS و همچنین آنتریت شود. رزین پودوفیلوم که پودوفیلوتوکسین از آن به دست می‌آید نیز همین اثر را دارد.